# 莎士比亚月坑
莎士比亚月坑（Shakespeare）是月球表面的一处地质特征，一座位于陶拉斯-利特罗谷中的陨石坑。1972年阿波罗17号任务期间，宇航员尤金·塞尔南和哈里森·施密特就降落在它的西南，虽没有到访过它，但事实上在第三次舱外活动期间，他们曾驾驶月球车路过了它。
莎士比亚月坑的南面是范塞尔格月坑、东北为科奇斯月坑，而西北面是一座在某些月图上被非正常式地称作亨利月坑的陨石坑。
该陨坑被宇航员以英国著名大文豪威廉·莎士比亚之名命名。

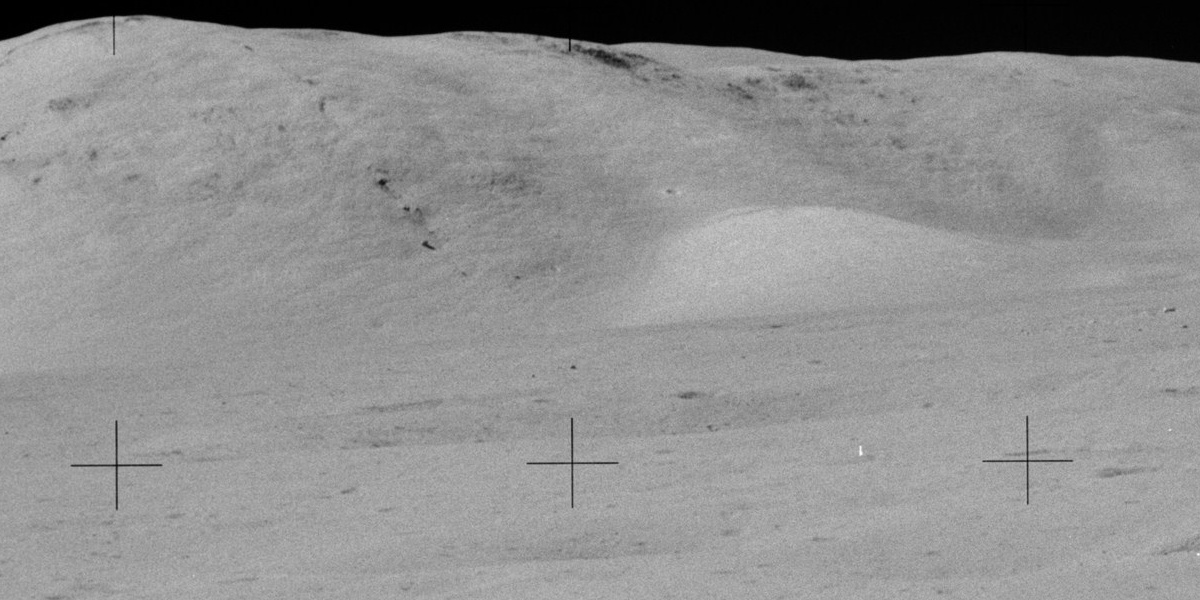
从6号科考点所拍摄照片前景中的莎士比亚月坑，与北丘还有一段距离。

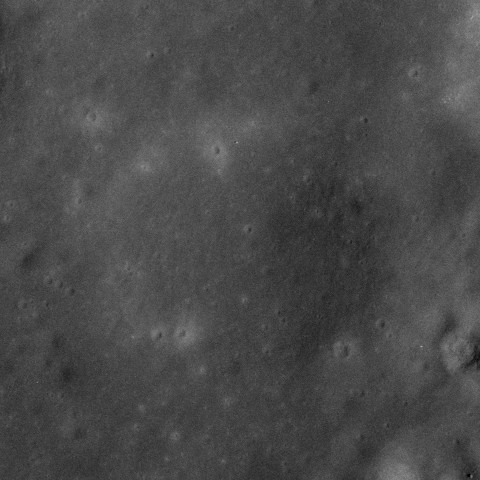
阿波罗17号全景相机照片